# Trichopilia tubella
Trichopilia tubella är en orkidéart som beskrevs av Robert Louis Dressler. Trichopilia tubella ingår i släktet Trichopilia och familjen orkidéer.
Artens utbredningsområde är Costa Rica. Inga underarter finns listade i Catalogue of Life.